# Exhippolysmata ensirostris
Exhippolysmata ensirostris är en kräftdjursart som först beskrevs av Kemp 1914.  Exhippolysmata ensirostris ingår i släktet Exhippolysmata och familjen Hippolytidae. Inga underarter finns listade i Catalogue of Life.